# 長谷部利朗
長谷部 利朗（はせべ としろう、生没年不詳) は、日本の映画監督。

## 参加作品
いずれも松竹作品。
- 悪党社員遊侠伝（1968年、脚色）[1]
- こわしや甚六（1968年、脚色）[2]
- 昭和元禄ハレンチ節(1968年、監督（市村泰一と共同）[3]
- まっぴら社員遊侠伝（1968年、監督）[4]
- 猛烈社員 スリゴマ忍法（1969年、脚本（森﨑東と共同）)[5]
- 涙のあとから微笑みが（1974年、助監督）[6]
- ふれあい（1974年、助監督）[7]
- 喜劇 女子学生華やかな挑戦（1975年、助監督）[8]
- サッちゃんの四角い空（1980年、監督（山田健と共同）・脚本)[9]